# Asplenium glanduliserrulatum
Asplenium glanduliserrulatum là một loài dương xỉ trong họ Aspleniaceae. Loài này được Ching ex S.H.Wu mô tả khoa học đầu tiên năm 1989.
Danh pháp khoa học của loài này chưa được làm sáng tỏ. 